# Макгрегор (Айова)
Макгрегор (англ. McGregor) — місто (англ. city) в США, в окрузі Клейтон штату Айова. Населення — 742 особи (2020).

## Географія
Макгрегор розташований за координатами 43°1′43″ пн. ш. 91°11′9″ зх. д. / 43.02861° пн. ш. 91.18583° зх. д. (43.028513, -91.185758).  За даними Бюро перепису населення США в 2010 році місто мало площу 3,38 км², з яких 3,37 км² — суходіл та 0,00 км² — водойми.

## Демографія
Згідно з переписом 2010 року, у місті мешкала 871 особа в 410 домогосподарствах у складі 225 родин. Густота населення становила 258 осіб/км².  Було 509 помешкань (151/км²).
Расовий склад населення:
| - 96,9 % — білих - 0,5 % — азіатів - 0,3 % — корінних американців - 0,2 % — вихідців з тихоокеанських островів - 0,1 % — чорних або афроамериканців |

До двох чи більше рас належало 2,0 %. Частка іспаномовних становила 1,7 % від усіх жителів.
За віковим діапазоном населення розподілялося таким чином: 17,8 % — особи молодші 18 років, 58,4 % — особи у віці 18—64 років, 23,8 % — особи у віці 65 років та старші. Медіана віку мешканця становила 48,3 року. На 100 осіб жіночої статі у місті припадало 92,3 чоловіків;  на 100 жінок у віці від 18 років та старших — 93,0 чоловіків також старших 18 років.
Середній дохід на одне домашнє господарство  становив 52 635 доларів США (медіана — 39 327), а середній дохід на одну сім'ю — 66 306 доларів (медіана — 59 688). За межею бідності перебувало 11,1 % осіб, у тому числі 20,2 % дітей у віці до 18 років та 9,0 % осіб у віці 65 років та старших.
Цивільне працевлаштоване населення становило 387 осіб. Основні галузі зайнятості: роздрібна торгівля — 25,1 %, виробництво — 19,4 %, освіта, охорона здоров'я та соціальна допомога — 17,1 %.